# Luke Montebello
Luke Montebello (ur. 13 sierpnia 1995) – maltański piłkarz grający na pozycji napastnika w Birkirkara FC.

## Kariera klubowa
Wychowanek Birkirkara FC, w którym rozpoczął treningi w wieku 5 lat. W lipcu 2011 podpisał dwuletni kontrakt z AS Livorno Calcio. We wrześniu 2013 podpisał pięcioletni kontrakt z Valletta FC. W styczniu 2015 został wypożyczony do Żebbuġ Rangers, a w sierpniu tegoż roku – do Tarxien Rainbows. W lipcu 2016 został wypożyczony do Pembroke Athleta FC. W czerwcu 2017 podpisał dwuletni kontrakt z Birkirkara FC. We wrześniu 2019 został wypożyczony do Balzan FC. Zadebiutował w tym klubie 14 września w zremisowanym 3:3 meczu z Birkirkara FC, w którym strzelił gola.

## Kariera reprezentacyjna
W reprezentacji Malty zadebiutował 26 marca 2017 w przegranym 1:3 meczu ze Słowacją. W styczniu 2018 został zawieszony na rok przez UEFA za udział w ustawianiu meczów.

## Życie osobiste
Jego ulubionym klubem piłkarskim jest Manchester United, a piłkarzami – Cristiano Ronaldo i Zlatan Ibrahimović.